# Вирма (село)
Ви́рма (карел. Virma) — старинное село в составе Сумпосадского сельского поселения Беломорского района Республики Карелия, памятник истории.

## Общие сведения
Расположено в устье реки Вирмы в 15 км к северо-западу от административного центра Сумский Посад.

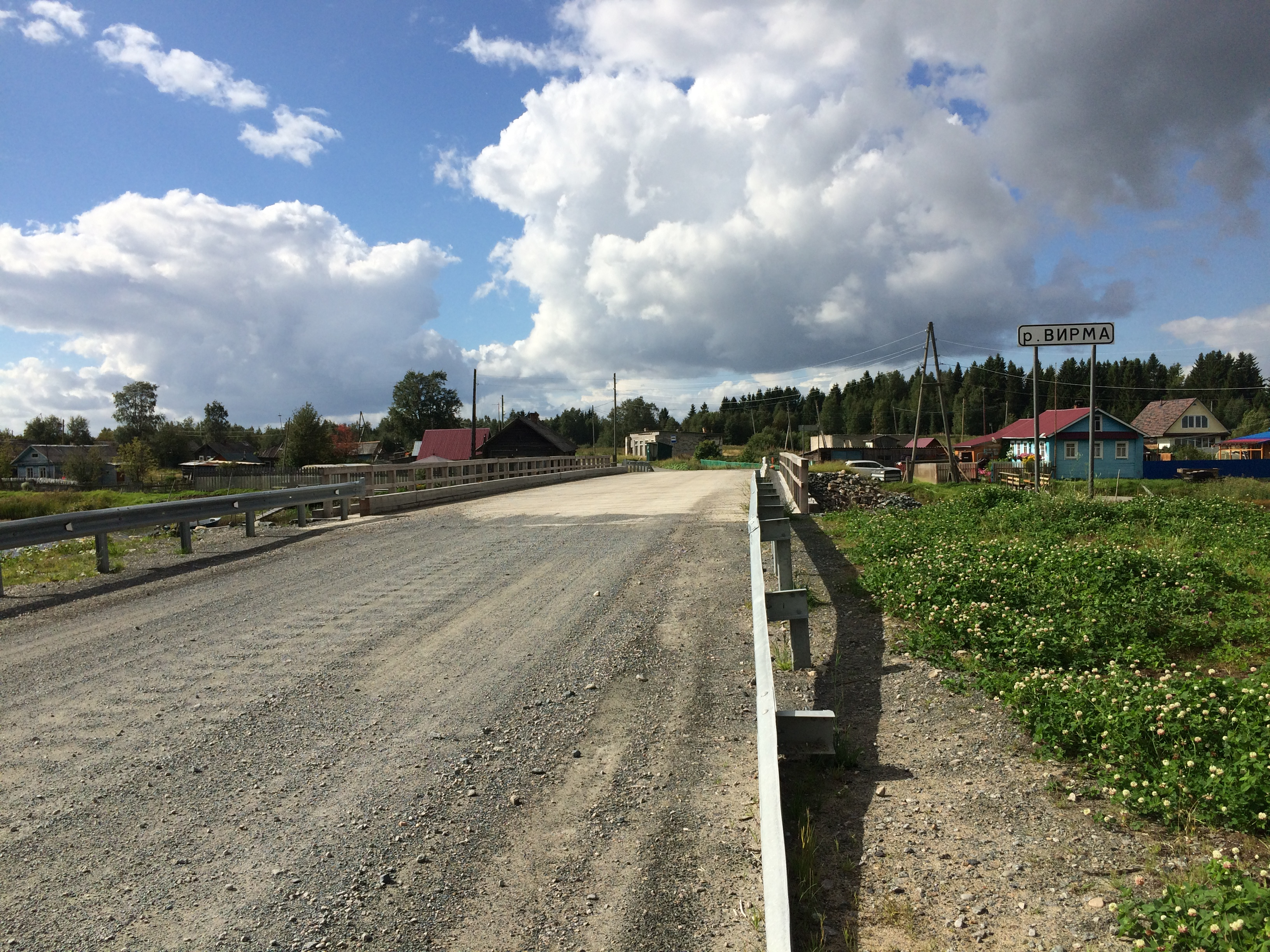
Автомобильный мост

## История
В начале XII века вслед за саамами пришли на виремские земли карелы, позже начали заселяться в Вирму новгородцы. Длительное время Вирма, как и другие поморские села, являлась вотчиной Марфы-посадницы, а затем Соловецкой обители. Исторические документы XVI века подтверждают факт нахождения в Вирме древнейшего в Поморье усолья (места, где добывают соль). 
10 января 1938 года по необоснованному обвинению в контрреволюционной деятельности, решением Особой тройки НКВД Карельской АССР, был расстрелян священник церкви Петра и Павла Василий Васильевич Войк (1872—1938).

## Достопримечательности
Вблизи села расположен полуразрушенный фундамент бывших солеварен Соловецкого монастыря (XVI—XVII века).
Сохраняется памятник архитектуры федерального значения — деревянная церковь Петра и Павла, срубленная в 1637 году на средства Соловецкого монастыря.
В 6 км к северо-западу от села, в Белом море на острове Сумостров расположена, построенная в конце XIX века, деревянная часовня Успения Божией Матери.

## Население
| 2002 | 2009 | 2010 | 2013 |
| ---- | ---- | ---- | ---- |
| 67   | ↘29  | ↘22  | ↘16  |